# Faversham
Faversham és una població comercial i parròquia civil d'Anglaterra a Kent. És el lloc on va començar la indústria dels explosius d'Anglaterra.
Ha enregistrat la temperatura més alta d'Anglaterra:38,5 °C el 10 d'agost del 2003.

## Història
Faversham ja era un assentament abans de la conquesta romana Al Llibre Domesday (Domesday Book) apareix amb el nom de Favreshant. L'any 1148 el rei Esteve d'Anglaterra hi va establir una abadia. Durant el regnat d'Esteve Faversham va ser, per un curt període, la capital d'Anglaterra.
Kent és el centre del cultiu de llúpol d'Anglaterra i a Faversham hi havia tres fàbriques de cervesa - Fremlins, Whitbread i Shepherd Neame. D'aquestes només sobreviu Shepherd Neame Brewery; fundada l'any 1698 i que és la més antiga de Gran Bretanya.

## Fills il·lustres
- John Wilson (1594-1673) llaütista i compositor.